# 2 Dywizjon Samochodowy

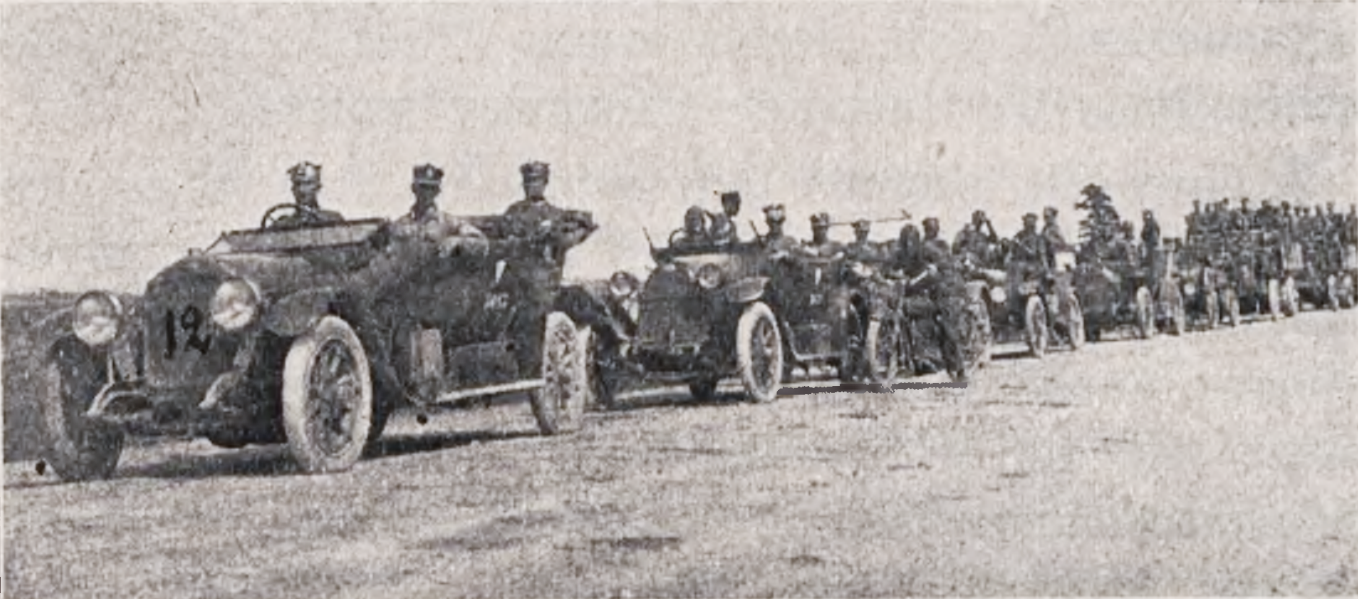
Kolumna szkolna 2 dywizjonu w drodze do Zakopanego

Kadra 2 Dywizjonu Samochodowego (kadra 2 dsam.) – pododdział wojsk samochodowych Wojska Polskiego II RP.

## Historia oddziału
Pierwsze jednostki samochodowe powstały samorzutnie w pierwszych dniach listopada 1918. W Lublinie sformowano Park Samochodowy WP. Wykorzystywano sprzęt i materiały pozostawione przez wojska okupacyjne. Jako datę powstania dywizjonu przyjęto dzień 1 listopada. W tym dniu ostatni przedstawiciel okupacji austriackiej generał Liposzczak opuścił swoje stanowisko i wyjechał z Lublina. Z austriackiego Detaszowanego Oddziału Samochodowego utworzono warsztaty i skład samochodowy. Dowódcą całości mianowany został por. Wolski.
Latem 1921 dywizjon stacjonował w garnizonie Lublin (Okręg Korpusu Nr II).
8 września 1924 w Lublinie oddział obchodził uroczyście swoje pierwsze święto dywizjonowe.
W 1929 jednostka została skadrowana i przemianowana na Kadrę 2 Dywizjonu Samochodowego.
19 maja 1927 minister spraw wojskowych ustalił i zatwierdził dzień 8 września, jako datę święta pułkowego.
Na podstawie rozkazu wykonawczego L.dz. 2244/Tjn.Org. z 26 września 1935 kadra 2 dywizjonu samochodowego została przemianowana na kadrę 9 batalionu pancernego.

## Żołnierze
Dowódcy dywizjonu i komendanci kadry
- mjr sam. Aleksander Radel (1923 – VI 1924 → dyspozycja dowódcy OK II[7])
- ppłk sam. Witold Mikołaj Rudnicki[a] (VI 1924[10] – IV 1928[11])
- mjr sam. Wacław Suchorski (p.o. 1928 – III 1929[12])
- mjr sam. Piotr Rudzki (1 V 1931 – X 1935)

Zastępcy dowódcy
- kpt. sam. Stanisław Ogorzałek (p.o. VII 1929[13] – IX 1930[14])